# Jenůfa

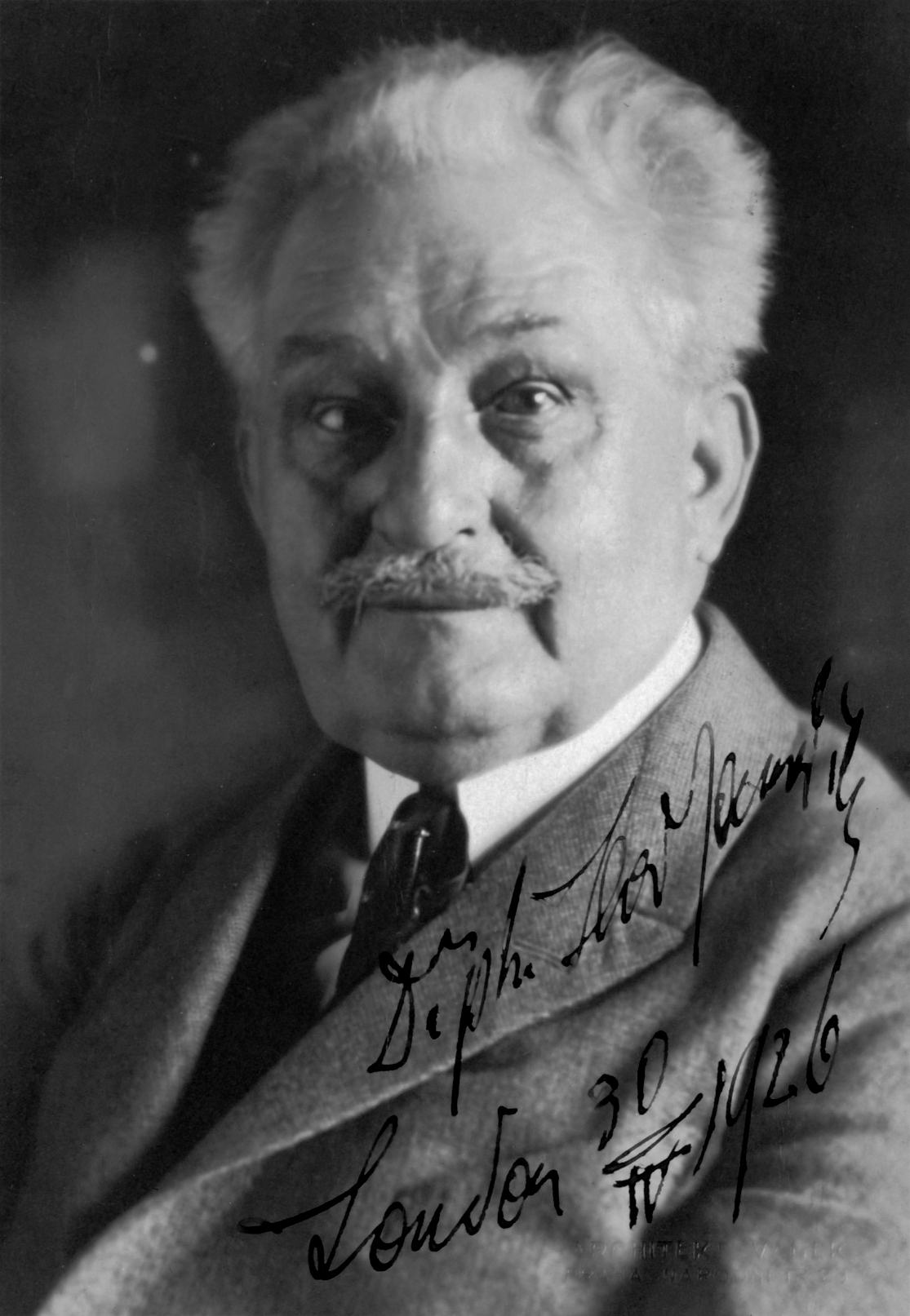
Leoš Janáček

Jenůfa ((tjeckiska) (fil)), originaltitel Její pastorkyňa "Hennes styvdotter", på svenska oftast kallad Jenufa, är en opera i tre akter med musik av Leoš Janáček. Libretto av tonsättaren baserat på teaterpjäsen Její pastorkyňa av Gabriela Preissová.

## Historia
Detta är den mest spridda av Janáčeks operor. Han arbetade i tio år med operan under en mycket svår period av sitt liv då dottern Olga dog. Operan komponerades 1896–1902 och är ett av de första operaverk som skrivits till en prosatext. Premiären ägde rum på Nationalteatern i Brno den 21 januari 1904. I Prag ville man först inte uppföra operan, vilket gav Janáčeks självförtroende en allvarlig knäck. Visserligen hyllades den som Mährens nationalopera efter premiären, men den blev snart glömd och nådde först 1916 Nationalteatern i Prag, där den vann en övertygande framgång. Två år senare gavs den på Wiener Staatsoper och sedan har den gjort sitt segertåg över hela världen. Titelrollen sjöngs då av Maria Jeritza, Wiens stjärnsångerska, som Janáček älskade och uppskattade, inte bara för hennes sångkonst utan även för hennes tjeckiska härkomst.
Den svenska premiären ägde rum på Stockholmsoperan den 21 januari 1941 och den iscensattes åter med premiär den 1 december 1972. Den sattes upp på GöteborgsOperan med premiär den 2 december 1995. På Malmö Opera hade den premiär 19 november 2011.

## Om operan
Den dramatiska uppläggningen i operan, som är den näst mest spelade tjeckiska operan efter Bedřich Smetanas Brudköpet, är ovanlig för Janáček, men ändå inte unik i hans produktion. Hans huvudpersoner är nästan utan undantag antihjältar: människor med fel och brister, som styrs av fördomar och rädslor och har svårt att kontrollera sina känslor. Den själsliga bakgrunden är dunkel och handlingen naturalistisk. Den här bymiljön besitter knappast något av den idylliska atmosfär som utmärker 1800-talets folkliga nationalromantiska operor. Det folkliga fyller här en annan funktion. Motivens folkviseartade artikulation tjänar den psykologiska effektens uttryck och skärpa. Den musikaliska handlingen fortskrider utan uppdelning i avslutade sångnummer, så att scenerna följer på varandra och förtätas i en enda fortlöpande musikalisk process. Melodierna präglas av den mähriska dialekten och grundtonden i de mähriska folkvisorna – Janáček använde inte en enda autentisk folkvisa – och gör Jenufa till ett av den tjeckiska verismens nyckelverk.

## Personer

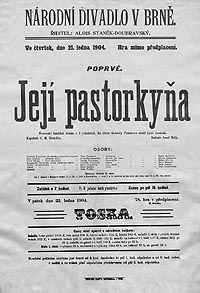
Affisch till urpremiären.

| Roller                                         | Stämma      | Premiärbesättning den 21 januari 1904 (Dirigent: Cyril Metoděj Hrazdira) | Premiärbesättning, Metropolitan Opera, New York, den 6 december 1924 (Dirigent: Artur Bodanzky) |
| ---------------------------------------------- | ----------- | ------------------------------------------------------------------------ | ----------------------------------------------------------------------------------------------- |
| Jenůfa                                         | sopran      | Marie Kabeláčová                                                         | Maria Jeritza                                                                                   |
| Laca Klemeň, halvbror till Števa               | tenor       | Alois Staněk-Doubravský                                                  | Martin Öhman                                                                                    |
| Števa Buryja, farmor Buryjovkas sonson         | tenor       | Bohdan Procházka                                                         | Rudolf Laubenthal                                                                               |
| Kostelnička Buryjovka                          | sopran      | Leopoldina Hanusová-Svobodová                                            | Margarete Matzenauer                                                                            |
| *Farmor Buryjovka                              | Alt         | Věra Pivoňková                                                           | Kathleen Howard                                                                                 |
| Stárek, Mjölnarförmannen                       | baryton     | Karel Benýško                                                            | Gustav Schützendorf                                                                             |
| *Bydomaren                                     | bas         | Alois Pivoňka                                                            | James Wolfe                                                                                     |
| Hans hustru                                    | mezzosopran | Ema Kučerová                                                             | Laura Robertson                                                                                 |
| Karolka, deras dotter                          | mezzosopran | Růžena Kasperová                                                         | Ellen Dalossy                                                                                   |
| Kör:Soldater, tjänare, flickor, bybor, musiker |             |                                                                          |                                                                                                 |

## Handling
Operan utspelar sig i en liten mährisk by på 1800-talet.

### Akt I
Den öppna platsen utanför kvarnen. Jenůfa väntar på att hennes älskade Števa skall återvända från värvningskontoret. Hon är mycket rädd, eftersom han om han måste bli soldat inte kommer att kunna gifta sig med henne. Hon väntar barn, vilket hon har hållit hemligt för familjen. Även Števas styvbror Laca är förälskad i Jenůfa , men hon bryr sig inte om honom. Števa har blivit frikallad och har firat det genom att dricka sig berusad. Jenůfas fostermor, Kostelnička, som aktas och fruktas av alla, tycker att han har betett sig skandalöst och skjuter därför upp äktenskapet i ett år. Den sorgsna Jenůfa tillbakavisar ilsket Lacas uppvaktningsförsök. I vredesmod vanställer han Jenůfas ansikte med en kniv.

### Akt II
Ett halvår senare, i Kostelničkas hus. Ingen anar att Jenůfa har fött ett barn, eftersom fostermodern har hållit henne gömd i sitt hus och spridit ut att hon har rest bort. Fostermodern förebrår sig sin stränghet, eftersom Števa inte längre vill gifta sig med den vanställda Jenůfa och redan har förlovat sig med Karolka, bydomarens dotter. Men Laca älskar fortfarande Jenůfa . Kostelnicka fruktar emellertid att han inte längre kommer att vilja gifta sig när han får höra talas om barnet. När Jenůfa under två dagar ligger svårt sjuk i feber, dödar fostermodern trots svåra samvetskval barnet genom att dränka det i kvarndammen. Hon lyckas övertyga såväl Jenůfa som Laca om att barnet har dött en naturlig död. Den förtvivlade Jenůfa går med på äktenskapet.

### Akt III
Två månader senare, i Kostelničkas hus. På morgonen dagen för Jenůfas och Lacas bröllop infinner sig gästerna, bland dem även Števa och Karolka. Just som fostermodern skall ge brudparet sin välsignelse, får sällskapet höra att man har hittat liket av ett spädbarn under isen i kvarndammen. Jenůfa anklagas för barnamord. Men Kostelnička erkänner sin skuld och grips. Endast Jenůfa förlåter henne. Števa och Laca känner sig båda lika skyldiga. Karolka bryter förlovningen med Števa. Jenůfa löser Laca från äktenskapslöftet. Men denne håller sig till henne, och båda bestämmer sig för att börja leva ett nytt, bättre liv.

## Diskografi (urval)
- Jenůfa. Söderström, Ochman, Dvorský, Randová, Popp. Kör från Wiener Staatsoper. Wiener Philharmoniker. Mackeras, dirigent. Decca 475 8227. 2 cd.[8]